# Maxhamish Lake Park
Der Maxhamish Lake Park ist ein 6,03 km² großer Provinzpark im nordöstlichen Landesinneren der kanadischen Provinz British Columbia, im Gebiet der Northern Rockies Regional Municipality. Er liegt rund 125 km nördlich von Fort Nelson und 12 km vom Liard Hwy (British Columbia Highway 77) entfernt. Der Park liegt am südöstlichen Ufer der Maxhamish Lake und ist wiederum vom Maxhamish Lake Protected Area umschlossen. Es gibt keinen Straßenzugang zum Park, weshalb er auch als Backcountry Park bezeichnet wird. Außerdem verfügt der Park über keine nennenswerte touristische Infrastruktur.

## Geschichte
Der Park wurde im Jahr 1983 eingerichtet. Der Park änderte dabei im Laufe der Zeit sowohl seinen Status bzw. die Schutzgrundlage und auch seine Grenzen. Der Park wuchs dabei von der ursprünglich, auf die heutige Größe.
Dieses Gebiet wird seit jeher und auch heute noch von den dort ansässigen First Nations genutzt, die den Maxhamish Lake als Sandy Lake bezeichnen.

## Flora und Fauna
Der Maxhamish Lake enthält eine Vielzahl von Fischarten. Zu den in diesem See vorkommenden Fischarten gehören: 
Arktische Maräne (Coregonus autumnalis), Heringsmaräne (Coregonus clupeaformis), Coregonus sardinella, Hecht (Esox lucius), Schleimige Groppe (Cottus cognatus), Spottail Shiner (Notropis hudsonius), Forellenbarsch, Zander und Weißer Sauger (Catostomus commersonii).
Das Ökosystem von British Columbia wird mit dem Biogeoclimatic Ecological Classification (BEC) Zoning System in verschiedene biogeoklimatische Zonen eingeteilt. Biogeoklimatische Zonen zeichnen sich durch ein grundsätzlich identisches oder sehr ähnliches Klima sowie gleiche oder sehr ähnliche biologische und geologische Voraussetzungen aus. Daraus resultiert in den jeweiligen Zonen dann auch ein sehr ähnlicher Bestand an Pflanzen und Tieren. Innerhalb des Ökosystems von British Columbia liegt das Parkgebiet in der Boreal White and Black Spruce Biogeoclimatic Zone.